# ドライ・ポート
ドライ・ポートとは、内陸の複合一貫輸送のための載せ替えターミナルであり、道路・鉄道と港湾をつなげて、船荷を積み替えて内陸の目的地に運ぶための拠点である。ドライポートの機能は積み替えだけでなく、貯蔵施設・商品の混載・トラックや貨車の整備、通関サービスなども含まれる。ドライポートにより港湾ごとの貯蔵・通関施設の競合が解消される。陸上港やインランド・デポとも。

## 東南アジア
- - チカラン・ドライポート（英語版）（インドネシア 西ジャワ州）
- - ワル・ドライポート（インドネシア 東ジャワ州）
- - テングレイ・ドライポート（カンボジア プノンペン）
- - タナレーン・ドライポート （ラオス ヴィエンチャン）

## 北米
- - カナダ中央港（カナダ マニトバ州ウィニペグ）
- - 全世界輸送ハブ（カナダ サスカチュワン州レジャイナ）
- - アルバータ港（カナダ エドモントン首都圏）
- - アシュクロフト・ターミナル（カナダ ブリティッシュコロンビア州アシュクロフト）
- - メンフィス港（アメリカ合衆国テネシー州メンフィス）

## 関連事項
- インターモーダル輸送